# Kimi Linnainmaa
Kimi Linnainmaa (*11. April 1994 in Helsinki) ist ein finnischer American-Football Spieler auf der Position des Wide Receivers. Zuletzt spielte er für die Vienna Vikings in der European League of Football, mit denen er 2022 Meister wurde. Seit 2013 ist er Teil des finnischen Nationalteams.

## Karriere
Kimi Linnainmaa begann seine Karriere in seinem Geburtsort bei den Helsinki Roosters. Neben American Football spielte er auf der High School in den Vereinigten Staaten auch Lacrosse und war zusätzlich auch in der Leichtathletik aktiv. 2019 draftete die Toronto Argonauts den finnischen Receiver. In der Canadian Football League kam er hauptsächlich als Special Teamer zum Einsatz. Nachdem im Jahr 2020 aufgrund von COVID-19 keine Saison stattfinden konnte, wechselte Linnainmaa zurück zu den Roosters. 2021 spielte er bei den Potsdam Royals in der German Football League. Am 23. Jänner 2022 gaben die Vienna Vikings die Verpflichtung des Finnen bekannt. Mit den Vikings gewann er auf Anhieb die European League of Football und wurde zudem im Finalspiel, dem ELF Championship Game, zum MVP gewählt.
Nachdem sich Linnainmaa 2023 vom Football zurückzog, verpflichteten die Vienna Vikings ihn vor der fünften Woche der ELF Saison 2024 erneut. Er ersetzt den italienischen Wide Receiver Jordan Bouah, nachdem sich dieser eine Schulterverletzung in Woche 4 zuzog. 

## Statistik
| European League of Football         |                |    |    |     |      |   |    |
| 2022                                | Vienna Vikings | 14 | 34 | 463 | 13,6 | 3 | 48 |
| ELF Gesamt                          | ELF Gesamt     | 14 | 34 | 463 | 13,6 | 3 | 48 |
| Quelle: European League of Football |                |    |    |     |      |   |    |